# Pelham (Kanada)

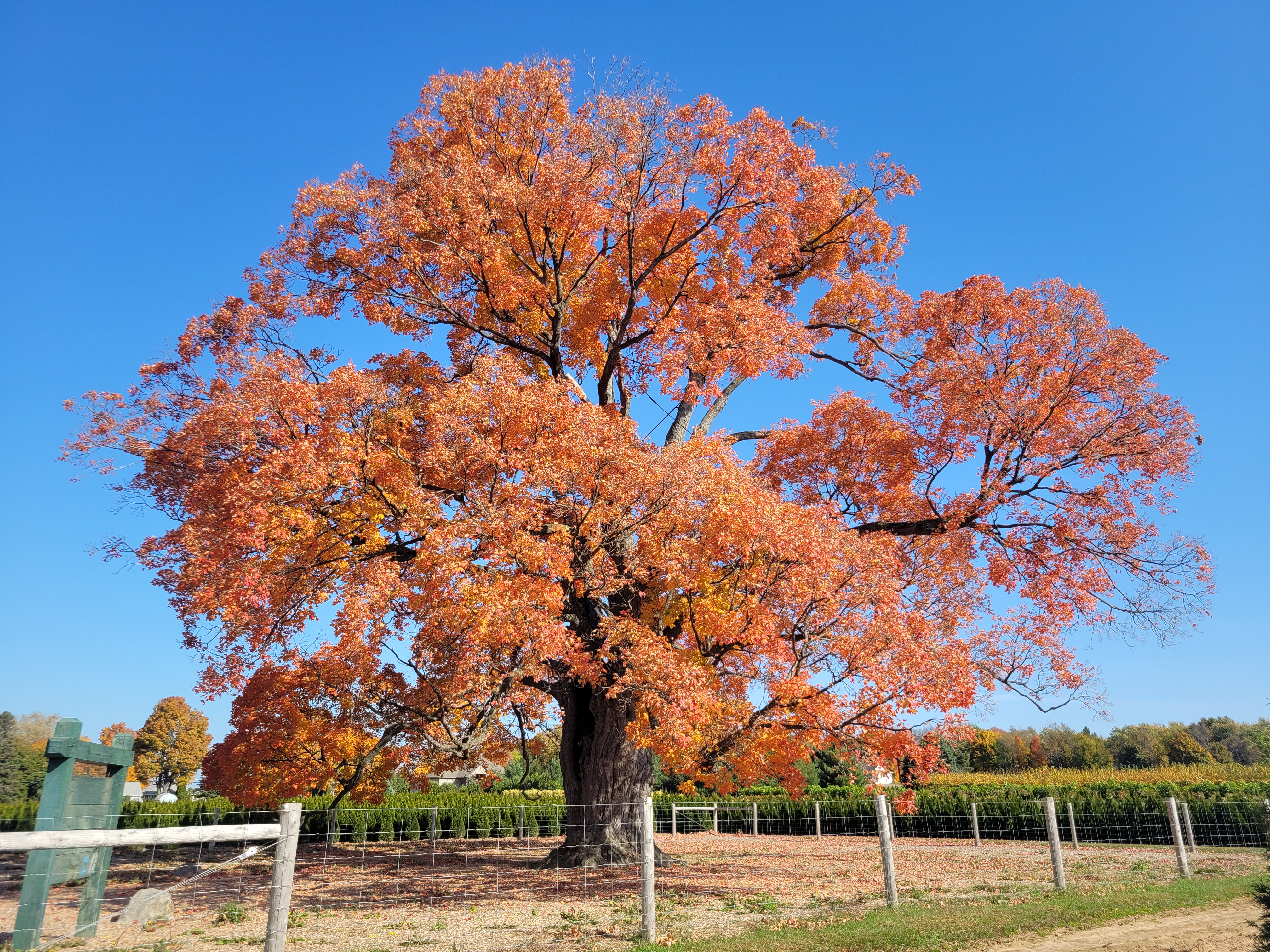
Klon cukrowy, Pelham

Pelham to miejscowość (ang. town) w Kanadzie, w prowincji Ontario, w regionie Niagara.
Powierzchnia Pelham to 126,42 km².
Według danych spisu powszechnego z roku 2001 Pelham liczy 15 272 mieszkańców (120,80 os./km²).